# Пут око света за осамдесет дана
Пут око света за осамдесет дана (фр. Le tour du monde en quatre-vingts jours) авантуристички је роман француског књижевника Жила Верна из 1873. године. У књизи је описан покушај Филеаса Фога и његовог слуге Паспартуа да, ради опкладе од 20.000 фунти, обиђу свет за осамдесет дана. Ово је једно од најпознатијих Вернових дела.

## Радња
Филеас Фог је богати енглески џентлмен који живи усамљеничким животом у Лондону. Упркос свом богатству, Фог живи скромно и своје навике спроводи са математичком прецизношћу. О његовом друштвеном животу може се рећи веома мало осим да је члан Реформ-клуба у којем проводи највећи део свог дана. Пошто је отпустио свог слугу јер му је донео воду за бријање на температури нешто нижој од очекиване, Фог ангажује Француза Жана Паспартуа као замену.
Увече 2. октобра 1872. године, док је био у Реформ-клубу, Фог се укључује у препирку око чланка у Дејли телеграфу у коме се наводи да је отварањем нове железничке деонице у Индији сада могуће пропутовати свет за 80 дана. Он прихвата опкладу од 20.000 фунти, пола свог богатства, својих колега чланова клуба да комплетира такво путовање у том периоду. Са Паспартуом у његовој пратњи, Фог полази из Лондона возом у 20:45. те вечери; да би добио опкладу, мора да се врати у клуб у исто време 21. децембра, 80 дана касније. Они носе преосталих 20.000 фунти Фоговог богатства са собом да покрију трошкове током путовања.
| Маршрута                            |                                                                           |         |
| од Лондона до Суеца у Египту        | железницом и паробродом преко Средоземног мора                            | 7 дана  |
| од Суеца до Бомбаја у Индији        | паробродом преко Црвеног мора и Индијског океана                          | 13 дана |
| од Бомбаја до Калкуте у Индији      | железницом                                                                | 3 дана  |
| од Калкуте до Викторије у Хонгконгу | паробродом преко Јужнокинеског мора                                       | 13 дана |
| од Хонгконга до Јокохаме у Јапану   | паробродом преко Јужнокинеског, Источнокинеског мора, и Пацифичког океана | 6 дана  |
| од Јокохаме до Сан Франциска у САД  | паробродом преко Пацифичког океана                                        | 22 дана |
| од Сан Франциска до Њујорка, САД    | железницом                                                                | 7 дана  |
| од Њујорка до Лондона               | паробродом преко Атлантског океана и железницом                           | 9 дана  |
| Укупно                              | Укупно                                                                    | 80 дана |
| Мапа пута                           |                                                                           |         |

Фог и Паспарту стижу у Суец на време. Док се искрцавају у Египту примећује их детектив Скотланд Јарда по имену Фикс, који је послат из Лондона у потрази за пљачкашем банке. Пошто Фог одговара опису пљачкаша, Фикс га је заменио са криминалцем. Пошто не може на време да добије налог за хапшење, Фикс се укрцава на пароброд који превози путнике у Бомбај. Фикс се упознаје са Паспартуом не откривајући своје намере. Фог је ложачима пароброда обећао велику награду ако до Бомбаја стигну раније. У Бомбај су стигли два дана пре рока.
У Индији су се укрцали у воз који саобраћа од Бомбаја до Калкуте. Фог сазнаје да је чланак у Дејли телеграфу нетачан – пруга се завршава у Холбију и наставља се педесет миља даље у Алахабаду. Фог купује једног слона, унајмљује водича, и креће ка Алахабаду. 
Они пролазе близу поворке која једну младу Индијку, Ауду, намерава да жртвује наредног дана. С обзиром да је млада жена омамљена опијумом и марихуаном, путници одлучују да је спасу. Прате поворку до свог одредишта, на ком је Паспарту заменио Индијкиног мртвог супруга на погребној ломачи на којој она треба да буде спаљена. Током церемоније он се диже са ломаче, плаши свештенике, и односи младу жену. Два дана која су уштедели су изгубљена, али Фогу није жао. 
Сада путници журе да ухвате воз на следећој железничкој станици, водећи Ауду са њима. У Калкути пре него што су се укрцали на пароброд који саобраћа до Хонгконга бивају приведени код судије за прекршаје пошто је раније Паспарту случајно оскрнавио пагоду Малебар Хил у Бомбају. Фог плаћа казну и настављају путовање, док их детектив Фикс и даље следи. На пароброду, Фикс се среће са Паспартуом, који је пресрећан што се поново сусрео са другом са претходног путовања.
У Хонгконгу се испоставило да Аудин далеки рођак, коме су планирали да је оставе, не живи ту, већ да је највероватније отишао у Холандију. Због тога, они одлучују да је поведу са њима у Европу. Још увек без налога за хапшење, Фикс види Хонгконг као последњу шансу да Фога ухапси на британској територији. Паспарту постаје убеђен да је Фикс шпијун Реформ-клуба. Фикс се поверава Паспартуу, који му не верује ни речи и остаје убеђен да његов господар није пљачкаш банке. Не би ли спречио Паспартуа да обавести свог господара о ранијем одласку њиховог следећег пловила, Фикс опија Паспартуа и омамљује га опијумом. Паспарту ипак успева да ухвати пароброд за Јокохаму, али пропушта да обавести Фога.
Фог открива да је пропустио брод. Тражи пловило којим ће отићи до Јокохаме и налази пељарски брод који ће одвести њега и Ауду у Шангај, где ће покушати да ухвати пароброд за Јокохаму. У Јокохами, њих двоје траже Паспартуа, верујући да је можда стигао бродом којим је требало да и они дођу. Налазе га у циркусу, где он покушава да заради новац за повратак кући. 
Поново на окупу, њих четворо укрцавају се на пароброд који плови преко Пацифика до Сан Франциска. Фикс обећава Паспартуу да сада, пошто су напустили британско тло, више неће покушавати да одложи Фогово путовање, већ да ће га подржавати да се врати у Британију не би ли смањио количину украденог новца коју Фог може да потроши.
У Сан Франциску су се укрцали на воз који саобраћа до Њујорка, успут су се срели са бројним препрекама: великим крдом бизона које је прелазило пругу, лошим висећим мостом, и нападом Сијукса на воз. Након одвајања локомотиве од путничког вагона, Индијанци киднапују Паспартуа, али га Фог спасава уз помоћ америчке војске. Путовање настављају помоћу санки са једром до Омахе, где хватају воз Њујорк.
У Њујорку, пошто су пропустили испловљавање њиховог брода, Фог тражи други начин како да пређе Атлантски океан. Проналази пароброд који путују до Бордоа у Француској. Капетан брода одбија да превезе друштво до Ливерпула, након чега Фог пристаје да дâ 2.000 фунти по путнику за путовање до Бордоа. Затим Фог подмићује посаду да се побуни и мења смер ка Ливерпулу. Борећи се са ураганом и пловећи пуном паром, брод остаје без горива након неколико дана. Фог купује брод од капетана, а посада спаљује све дрвене делове да би одржала брзину брода. 
Путници на време стижу у Квинстаун у Ирској да би у могли да дођу у Лондон пре истека рока. Ступивши на британско тле, Фикс добија налог за привођење и хапси Фога. Нешто касније неспоразум је разрешен – стварни пљачкаш је ухваћен пре три дана у Единбургу. Међутим, Фог је пропустио воз и враћа се у Лондон пет минута доцкан, уверен да је изгубио опкладу.
Фог се извињава Ауди што ју је повео са собом, пошто ће он сада морати да живи у сиромаштву и неће моћи да је издржава. Ауда му изјављује да га воли и да жели да се венча са њим. Он шаље Паспартуа да обавести свештеника. Код свештеника Паспарту сазнаје да је погрешио датум за који он мисли да је субота, 21. децембар, а у ствари је петак, 20. децембар, јер су због путовања на исток добили један дан.
Паспарту жури да обавести Фога, који стиже до Реформ-клуба у последњи час да добије опкладу. Пошто је потрошио скоро 19.000 фунти свог новца за путовање током пута, Фог дели остатак између Паспартуа и Фикса и жени се Аудом.

## Екранизације
На основу романа снимљено је неколико филмова и ТВ серија. По мотивима романа такође су прављени и стрипови, као и видео игрице.
Најпознатији филмови су:
- Пут око света за 80 дана, 1956. године, у коме главне улоге тумаче Дејвид Нивен и Кантинфлас
- Пут око света за 80 дана, 2004. године, у коме главне улоге тумаче Стив Куган и Џеки Чен